# Kucsera Lilla
Kucsera Lilla (Vác, 1991. december 7. –) labdarúgó, hátvéd. Jelenleg a Belvárosi NLC labdarúgója.

## Pályafutása

### Klubcsapatban
2003-ban a Nézsa csapatában kezdte a labdarúgást. 2006 és 2012 között a Ferencváros játékosa volt. Tagja volt a 2008–09-es bajnoki bronzérmet nyert csapatnak. 2012 nyarán az FTC megvonta a névhasználati jogot a Belvárosi NLC-tól, így hivatalosan is a BNLC játékos lett.

## Sikerei, díjai
- Magyar bajnokság
  - 3.: 2008–09
- Magyar női labdarúgókupa
  - döntős: 2010